# 中国郵政儲蓄銀行
中国郵政儲蓄銀行（ちゅうごくゆうせいちょちくぎんこう）は、中華人民共和国政府が経営する中国郵政集団有限公司傘下の銀行である。
正式名称は中国郵政儲蓄銀行股份有限公司である。

## 概略

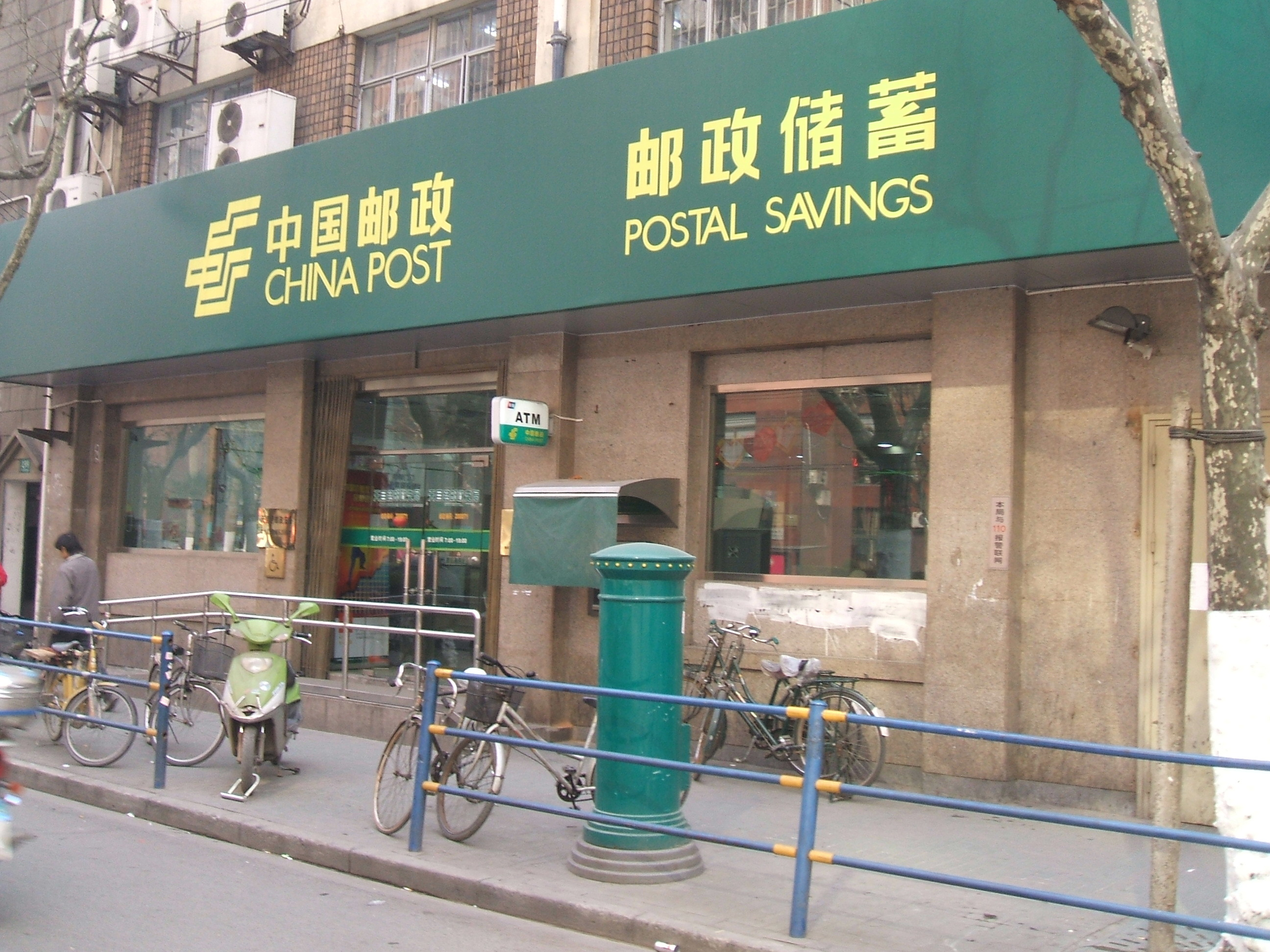
郵便局の窓口と同居する中国郵政儲蓄銀行（上海）

2007年1月に中国で郵便行政が改組され、中国郵政集団公司（1988年までは中華人民共和国郵電部）が設立。中国郵政集団公司が行う郵政関連事業のうち、同年3月6日に郵便貯金部門を分離、同銀行が設立された。本行（本店）は北京市西城区にある。国営企業（中央企業）関連の中国でも屈指の資産を有する大銀行となる。
また、日本における郵政事業民営化と同様に、郵便局に郵便事業と郵便貯金の窓口が同居する形式になっている場合が多い。